# Яллы
Яллы (азерб. Yallı) — широко распространённый азербайджанский массовый хороводный народный танец или праздничная хороводная пляска, являющийся одним из самых распространённых коллективных хороводных сельских танцев.
Исполняется яллы на открытом воздухе. Отличается выразительностью, богатством, эмоциональностью и разнообразием содержания. Различными видами танца яллы считаются такие танцы, как кочари, учаяг, телло, тензэрэ, галадангалая.
В 2018 году ЮНЕСКО объявило яллы (кочари, тензэрэ), традиционные групповые танцы Нахчывана одними из шедевров устного и нематериального культурного наследия человечества от Азербайджана, нуждающихся в срочной охране.

## Этимология
Слово «Ял» в азербайджанском языке имеет несколько значений, одно из которых — «горы». Название танца, предположительно, восходит к слову именно в этом значении, так как взявшиеся за руки танцоры яллы в некотором смысле напоминают горную цепь. К примеру, в 30 км к югу от города Гянджа расположен ряд горных вершин, называющийся «Сары ял». Согласно музыковеду Байраму Гусейнли, и танец, где исполнители выстраиваются в ряд, получил, таким образом, в народе название яллы. Часто этот танец в народе называют и «эл яллысы» («народный яллы»).

## Исполнение
Яллы является очень популярным танцем в Азербайджане. Он исполняется на свадьбах, гуляньях и народных торжествах. В танце принимают участие как мужчины, так и женщины. Возглавляющий танец глава хоровода называется «яллы баши». Выйдя на середину круга, он начинает играть шёлковым платком. Постепенно к «яллы баши» один за другим присоединяются все желающие, соединяются мизинцами и образуют полукруг. Все исполнители следят за движениями главы хоровода и за его платком. Взмах платка является своеобразным приказом ведущего. Все танцующие по кругу следуют за «яллы баши» и в точности повторют его движения. Ведущий танца руководит ходом танца, его началом, концом, а также правильным исполнением танцорами действий во время танца. «Яллы баши» как правило помогают стоящий рядом с ним танцор «муавин» и стоящий в конце группы танцор «аягчы».
Количество танцоров в хороводе яллы является неопределённым. Зачастую, в группе яллы принимают участие 10-15 человек. Однако, в Шаруре были свадьбы, на которых в танец яллы выстраивалось до 80-100 мужчин и женщин.
Наблюдавший танец «яллы» в середине XIX века русский этнограф П. Востриков в своей статье «Музыка и песня у адербейджанских татар», опубликованной в 1912 году в «Сборнике материалов для описания местностей и племен Кавказа», так описывает этот танец:
…юноши иногда устраивают игру известную под названием „яллы". Она состоит в том, что человек 10—12 становятся в ряд, один за другим. Впереди идет выборное лицо с прутиком в руке. Ему должны беспрекословно подчиняться все остальные... и... исполнять все телодвижения, жесты, какие только вздумаются первому, т. е. главному танцору… в противном случае начальник будет бить неисполнивших его приказаний или ошибающихся своим прутиком.
При сравнении современного танца «яллы» с его исполнением в XIX веке видно, что он сильно усложнился, но так же, как и раньше остаётся одним из самых популярных коллективных танцев.
Коллективный мужской танец «яллы» относится также к первичным формам театральных представлений азербайджанского народа.
Азербайджанский исследователь М. К. Аллахвердиев разделяет «яллы» на две группы. К первой группе он относит такие яллы, как «Кочари», «Газ-газы» , «Чоп-чопу», а ко-второй — «Урфани», «Тэнзэрэ», «Донэ». В яллы второй группы элементы театральности, по словам Аллахвердиева, более выпуклы и чётче обрисованы, чем в танцах первой.
На некоторые виды танца яллы оказали влияние схожие по характеру с яллы танцы армян и курдов (особенно курдские танцы).
Носившая название танца танцевальная группа «Яллы» Ильичевского района Нахичеванской АССР собирала и возрождала забытые песни и танцы «яллы». Группой были подготовлены такие виды яллы, как «Эл хавасы» , «Шарур» , «Дорд аягы» , «Нахичеван яллысы», «Газы-газы», «Кочари», «Тэнзэрэ» и другие танцы. Руководила ансамблем народная артистка Азербайджанской ССР Амина Дильбази. Яллы входил также в репертуар танцевального коллектива Ильичевского Дома культуры Нахичеванской АССР.

## В искусстве
Танец яллы использовался в операх «Кёроглы» Узеира Гаджибейли (музыка хора, в которой претворяются стилевые черты танца) и «Наргиз» Муслима Магомаева (в первом действии), а также в балете «Гюльшен» Солтана Гаджибекова (хоровод «Яллы» из последнего акта).
Яллы широко использовал в своём творчестве Кара Караев. Двухдольный ритм танца ощущается в различных тактовых размерах. По словам музыковедов Эльмиры Абасовой и Кубада Касимова, в балете композитора «Семь красавиц» яллы приобретает многогранные образные трансформации, в народных сценах звучит мужественно-героически, в «танце-игре Айши и Мензера» — шутливо, в исполнении Визиря — гротесково.
Композитором Рауфом Гаджиевым была сочинена балетная миниатюра «Яллы». Композитор Эльмира Назирова в одной из своих музыкальных пьес использовала интонации хороводных песен-танцев типа яллы.
Танец нашёл отражение в таких азербайджанских фильмах, как «Двадцатая весна» (1940), «Очаг» (1987) и «Шарурский яллы» (2006).